# Урла (місто)
Урла (тур. Urla, грец. Βουρλά) — місто і район в Туреччині, в провінції Ізмір, розташоване на перешийку півострова Урла. На північно-заході район межує з районом Карабурун, на заході — з районом Чешме, на південному сході — з районом Сеферихисар, на сході — з містом Ізмір (район Гюзелбахче).

## Історія
Доісторичні поселення знаходилося біля сьогоднішнього Лимантепе. В античні часи тут було місто Клазомени. Згодом місто входило до складу Візантійської імперії, сельджуцького бейлику Айдиногуллари, Османської імперії.

## Населення
Населення району складає 42 559 осіб. Національний склад: турки — 88 %, інші — 12 %.

## Відомі уродженці
- Йоргос Сеферіс (1900—1971) — грецький поет, лауреат нобелівської премії з літератури 1963 року.